# شیل گراندهاگن
شیِل گِراندهاگِن (به نروژی: Kjell Grandhagen) متولد ۷ اکتبر ۱۹۵۴ در اسلو، افسر نظامی نروژ است.
او از ۱۹۹۶ تا ۱۹۹۹ رئیس آکادمی نظامی نروژ بوده‌است. از سال ۲۰۰۲ تا ۲۰۰۳ رئیس واحد ششم ارتش نروژ بوده‌است. او از سال ۲۰۰۶ با درجه سپهبد به عنوان دبیر دائمی وزارت دفاع نروژ فعالیت کرده‌است. در سال ۲۰۰۹ به سمت رئیس سرویس اطلاعات نروژ منصوب شد. وی در ۳ مه ۲۰۱۹ درگذشت.